# Weinfeld nordwestlich Mansfeld
Weinfeld nordwestlich Mansfeld este o arie protejată (arie specială de conservare — SAC, sit de importanță comunitară — SCI) din Germania întinsă pe o suprafață de 24 ha, integral pe uscat.

## Localizare
Centrul sitului Weinfeld nordwestlich Mansfeld este situat la coordonatele 51°36′48″N 11°27′03″E / 51.6133°N 11.4508°E.

## Înființare
Situl Weinfeld nordwestlich Mansfeld a fost declarat sit de importanță comunitară în octombrie 2000 pentru a proteja 3 specii de animale. Situl a fost protejat și ca arie specială de conservare în decembrie 2018.

## Biodiversitate
Situată în ecoregiunea continentală, aria protejată conține 2 habitate naturale: Pajiști uscate europene, Pajiști uscate seminaturale și facies de acoperire cu tufișuri pe substraturi calcaroase (Festuco-Brometalia) (* situri importante pentru orhidee).
La baza desemnării sitului se află mai multe specii protejate de  mamifere (3): liliac cârn (Barbastella barbastellus), liliac cu urechi mari (Myotis bechsteinii), liliac comun (Myotis myotis)
Pe lângă speciile protejate, pe teritoriul sitului au mai fost identificate 12 specii de nevertebrate, 2 specii de reptile.